# Of June
Of June is het eerste muziekalbum van Owl City. Het album werd uitgebracht op 21 april 2007.

## Nummers
| Nr. | Titel                           | Duur |
| --- | ------------------------------- | ---- |
| 1.  | Swimming in Miami               | 4:55 |
| 2.  | Captains and Cruise Ships       | 3:28 |
| 3.  | Designer Skyline                | 3:30 |
| 4.  | Panda Bear                      | 3:08 |
| 5.  | The Airway                      | 3:23 |
| 6.  | Fuzzy Blue Lights               | 4:41 |
| 7.  | Hello Seattle (versie uit 2007) | 2:57 |